# Ján Šoltýs
Ján Šoltýs (* 8. ledna 1954) je bývalý slovenský fotbalista, útočník.

## Fotbalová kariéra
V československé lize hrál za Tatran Prešov. Nastoupil v 10 ligových utkáních a dal 1 gól. V Poháru UEFA nastoupil v 1 utkání.

## Ligová bilance
| Ročník                                   | Zápasy | Góly | Klub          |
| ---------------------------------------- | ------ | ---- | ------------- |
| 1. československá fotbalová liga 1973/74 | 10     | 1    | Tatran Prešov |
| CELKEM                                   | 10     | 1    |               |